# 阿西罗芒斯
阿西罗芒斯（法語：Acy-Romance，法語發音：[asi ʁɔmɑ̃s]）是法国大東部大區阿登省的一个市镇，属于勒泰勒区。

## 地理
阿西罗芒斯（49°30'4"N, 4°20'30"E）面积11.13 平方千米，位于法国大東部大區阿登省，该省份为法国北部内陆省份，西接埃纳省，南至马恩省，东临默兹省，北与比利时接壤。
与阿西罗芒斯接壤的市镇（或旧市镇、城区）包括：阿旺松、巴尔比、埃纳河畔楠特伊、勒泰勒、索莱勒泰勒、塔尼翁。

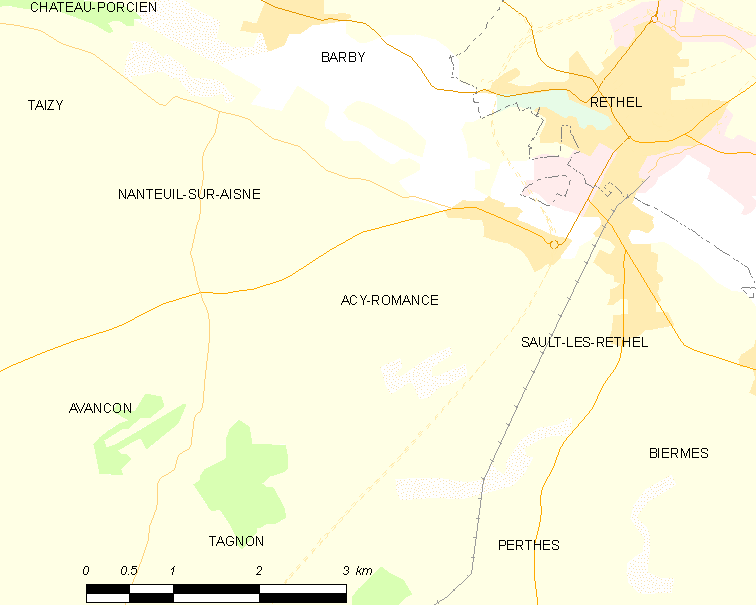
阿西罗芒斯的OSM定位图

阿西罗芒斯的时区为UTC+01:00、UTC+02:00（夏令时）。

## 行政
阿西罗芒斯的邮政编码为08300，INSEE市镇编码为08001。

## 政治
阿西罗芒斯所属的省级选区为勒泰勒县。

## 人口

1962-2008年间阿西罗芒斯人口变化图示

阿西罗芒斯于2022年1月1日时的人口数量为490人。